# Pedro Nolasco Cruz Vergara

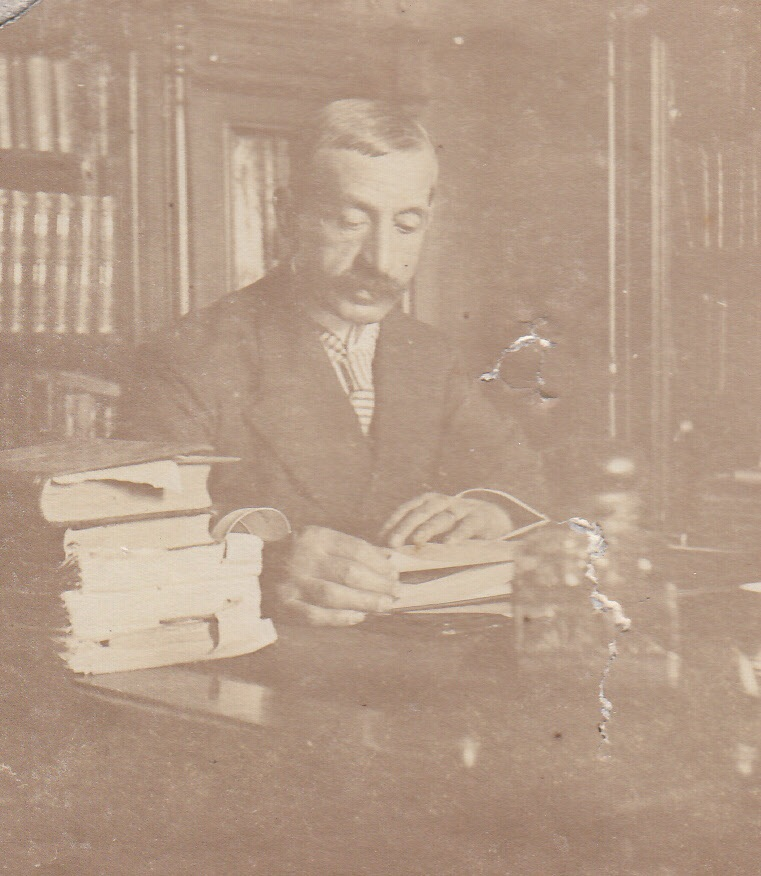
Pedro Nolasco Cruz Vergara in seinem Notariat (1918)

Pedro Nolasco Cruz Vergara (* 18. April 1857 in Molina; † 11. November 1939 in Santiago de Chile) war ein Literaturkritiker, Autor und chilenischer Politiker.

## Leben

### Familie

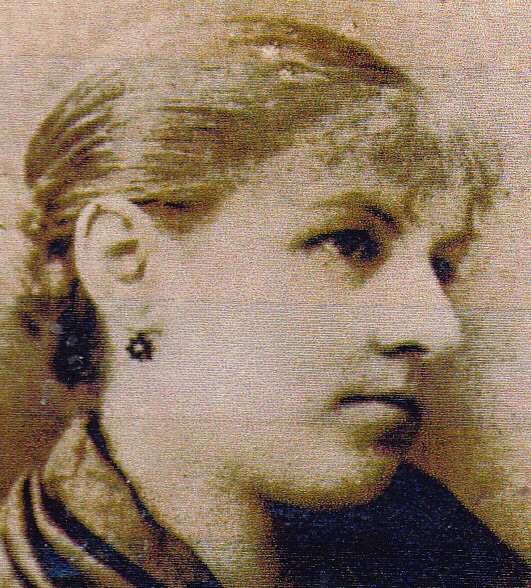
Seine Frau
Susana Correa Vergara
1862–1953
mit der er 9 Kinder zeugte

Pedro Nolasco Cruz Vergara wurde als Sohn von Nicolás de la Cruz Donoso (1827–1860) und von Elisa Martínez de Vergara y Loys (Tochter von Pedro Nolasco Vergara Albano und Mercedes Loys Vergara) geboren; seine einzige Schwester Elisa Cruz Vergara heiratete 1885 Francisco Javier Sánchez Fresno. Er war Enkel von Mateo de la Cruz Burgos, Urenkel von Vicente de la Cruz y Bahamonde und Urgroßneffe des Grafen von Maule.
Er heiratete seine Cousine ersten Grades Susana Correa Vergara (10. Januar 1862 bis 31. Januar 1953), Tochter von Vicente Correa Albano und von Agustina Martínez de Vergara y Loys, mit der er 9 Kinder zeugte: Fabio, Nicolás, Pedro Nolasco, Susana, Elisa, Mercedes, Julia, Eduardo und Manuel.

### Berühmte Enkel

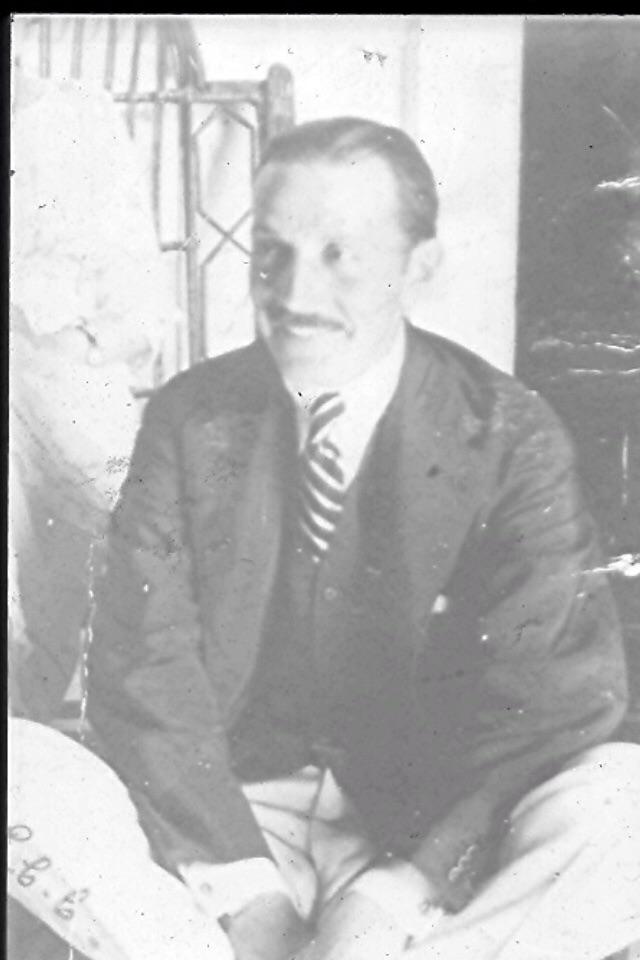
Sein Sohn
Pedro Nolasco Cruz Correa
1887–1939

Pedro Nolasco Cruz Vergara hatte die folgenden berühmten Enkel:
- Alberto Cruz Covarrubias (1917–2013), Architekt und Empfänger des chilenischen Nationalpreises
- Eugenio Cruz Vargas (1923–2014), Maler und Dichter
- Fabio Cruz Prieto (1927–2007), Architekt

### Ausbildung
Cruz besuchte die Grundschule am Colegio de los Padres Escolapios in Santiago de Chile, einer Schule der Piaristen. Die Sekundarstufe absolvierte er auf dem Colegio de los Sagrados Corazones de Santiago, einer Schule der französischen Ordensgemeinschaft der Kongregation von den Heiligsten Herzen Jesu und Mariens (in Deutschland als Arnsteiner Patres bekannt). Anschließend studierte er an der Universidad de Chile, wo er am 7. Januar 1873 den Abschluss „Bachiller en Humanidades“ (Bachillerato in Geisteswissenschaften) machte und 1877 seinen Anwaltstitel erhielt.

## Ausgewählte Veröffentlichungen

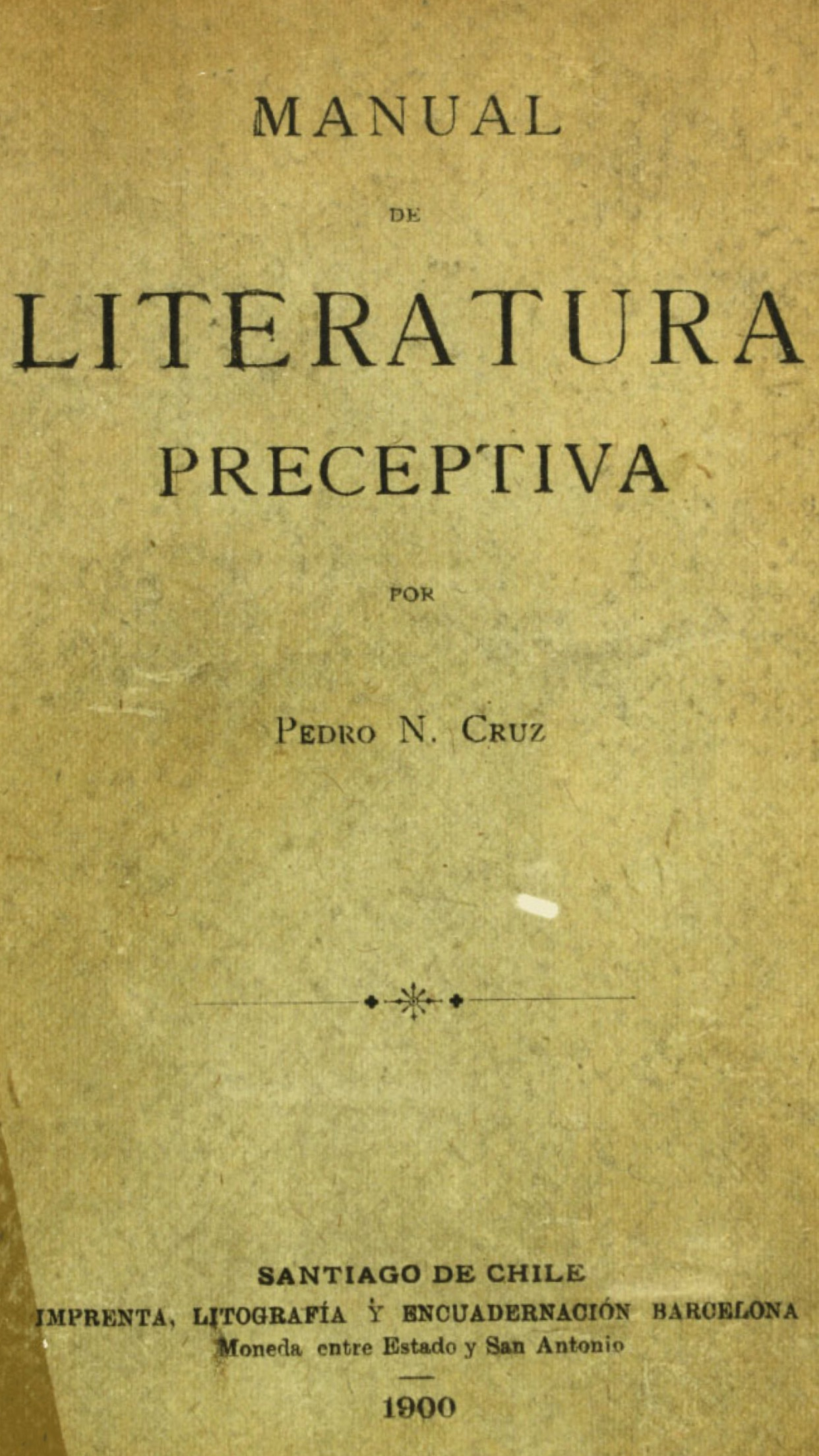
Manual de Literatura Preceptiva (1900).
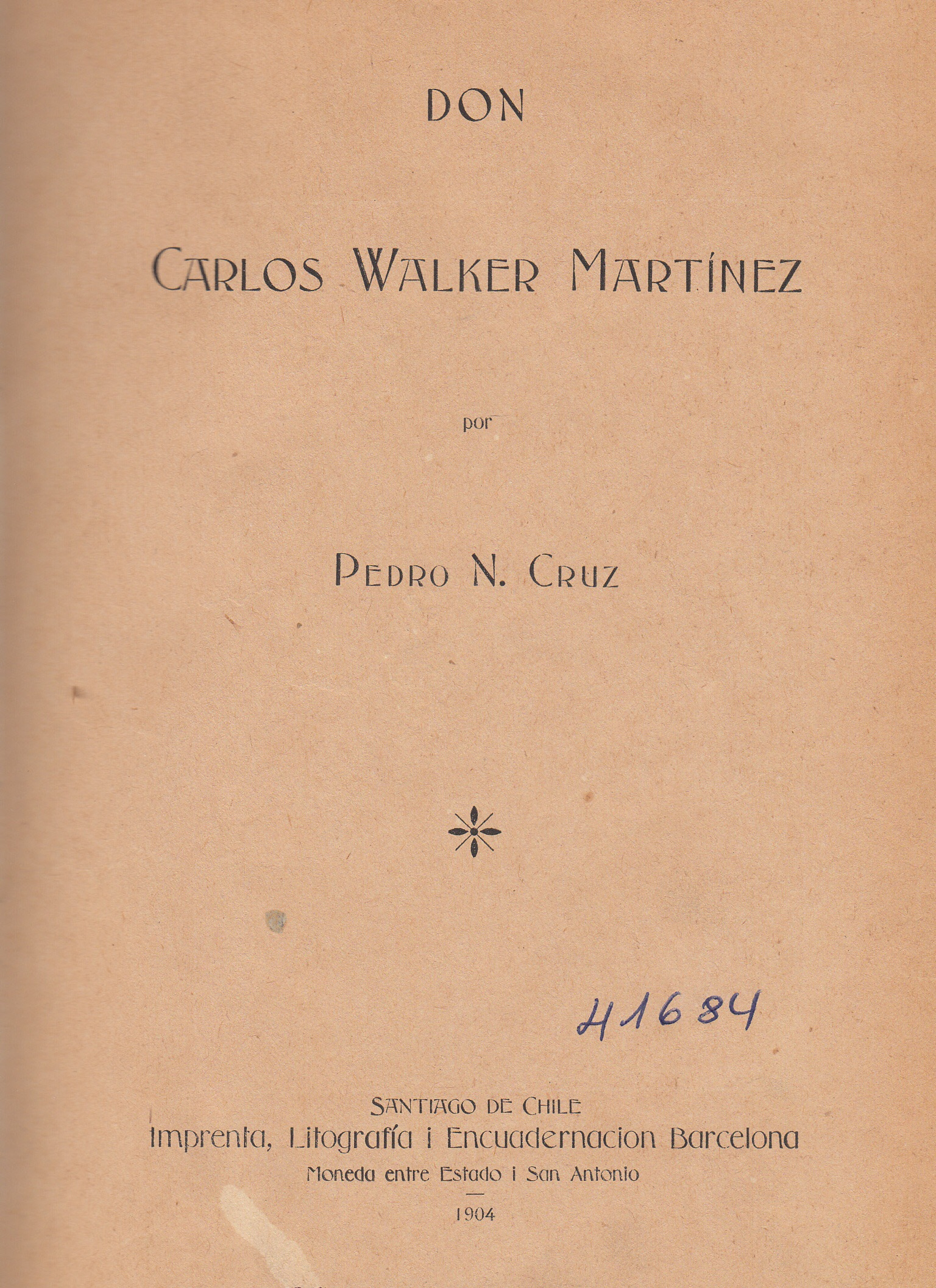
Don Carlos Walker Martínez, 1904.
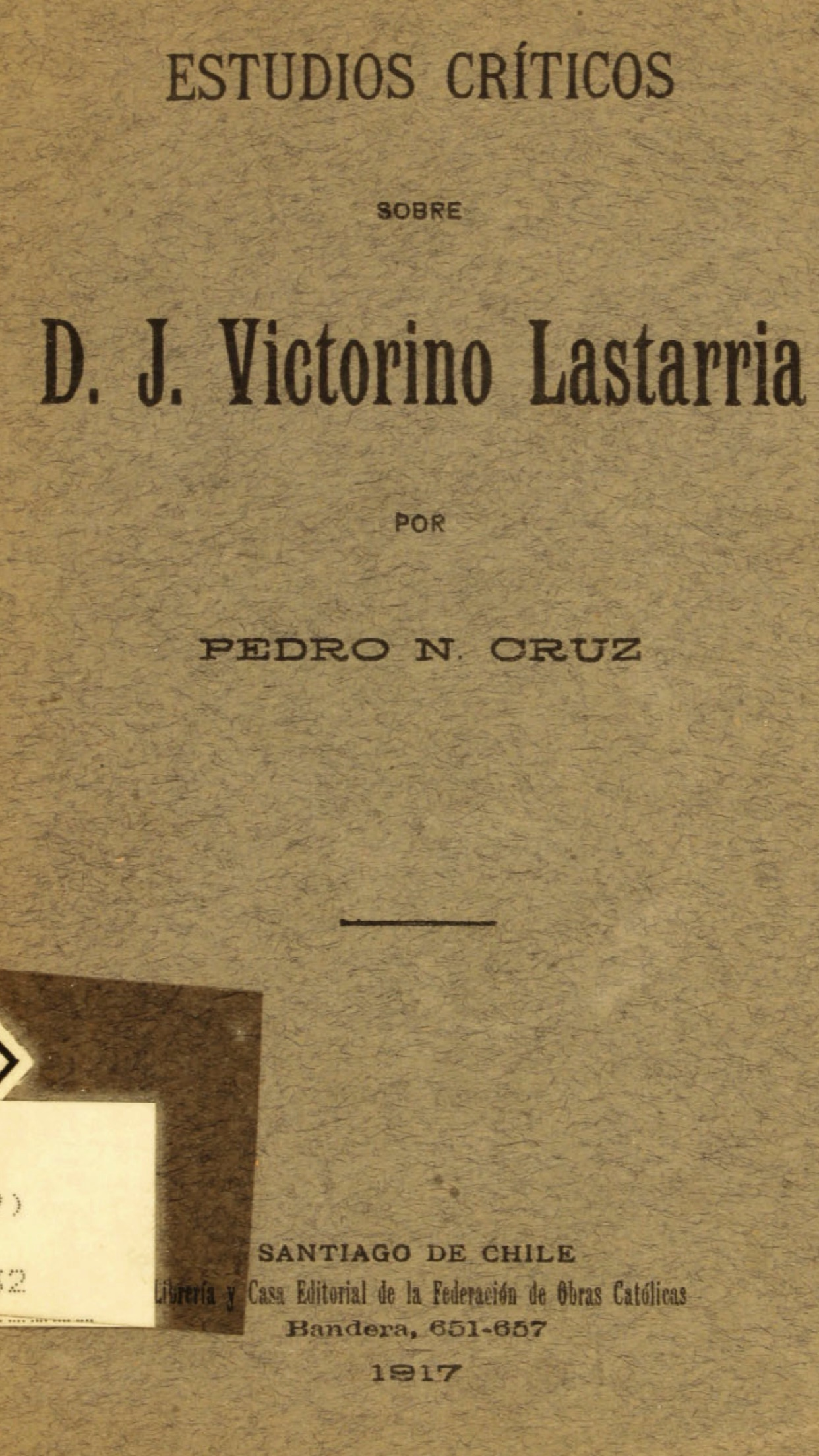
Estudios Críticos sobre José Victorino Lastarria, 1917.
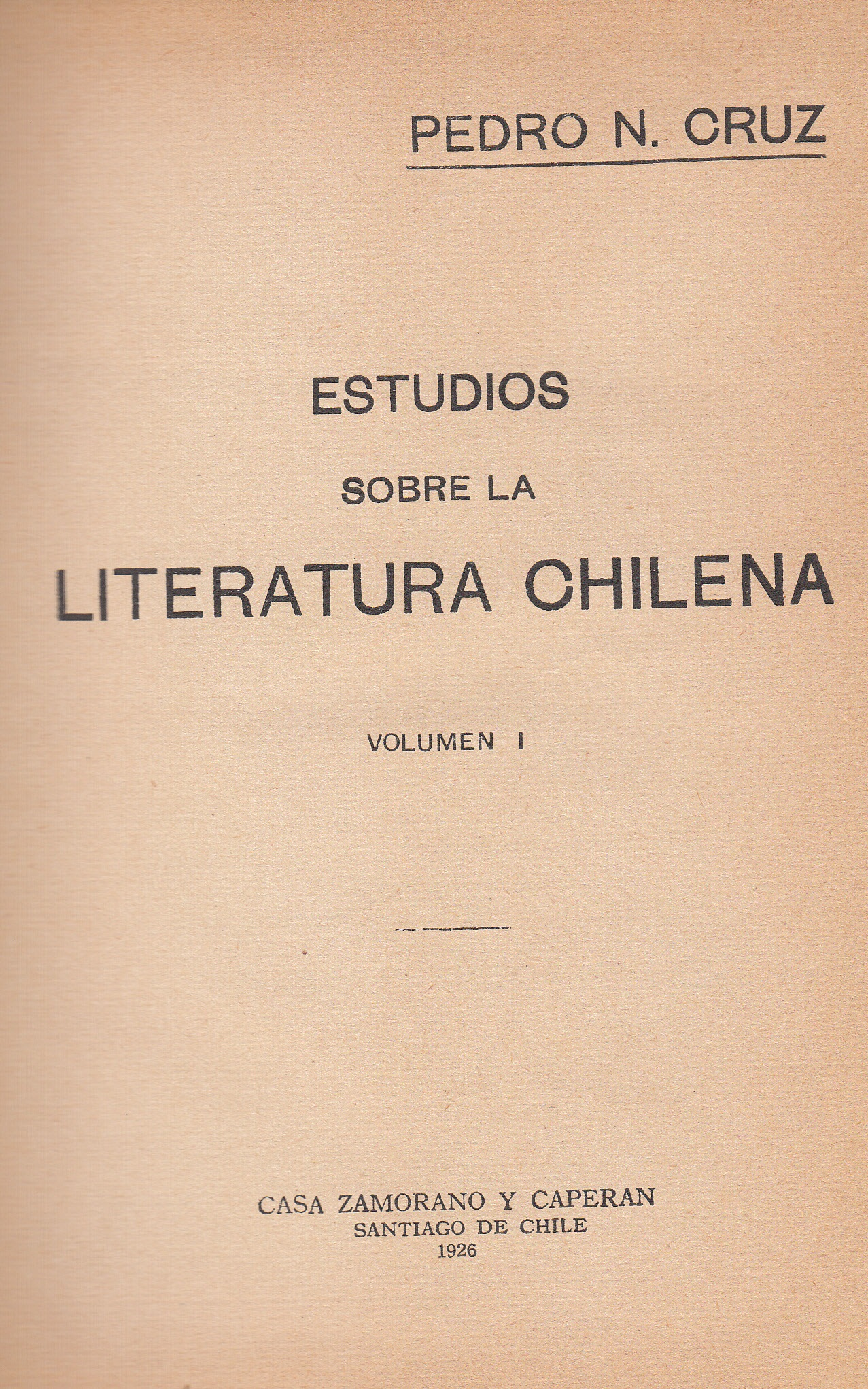
Estudios sobre la Literatura Chilena, 1926.
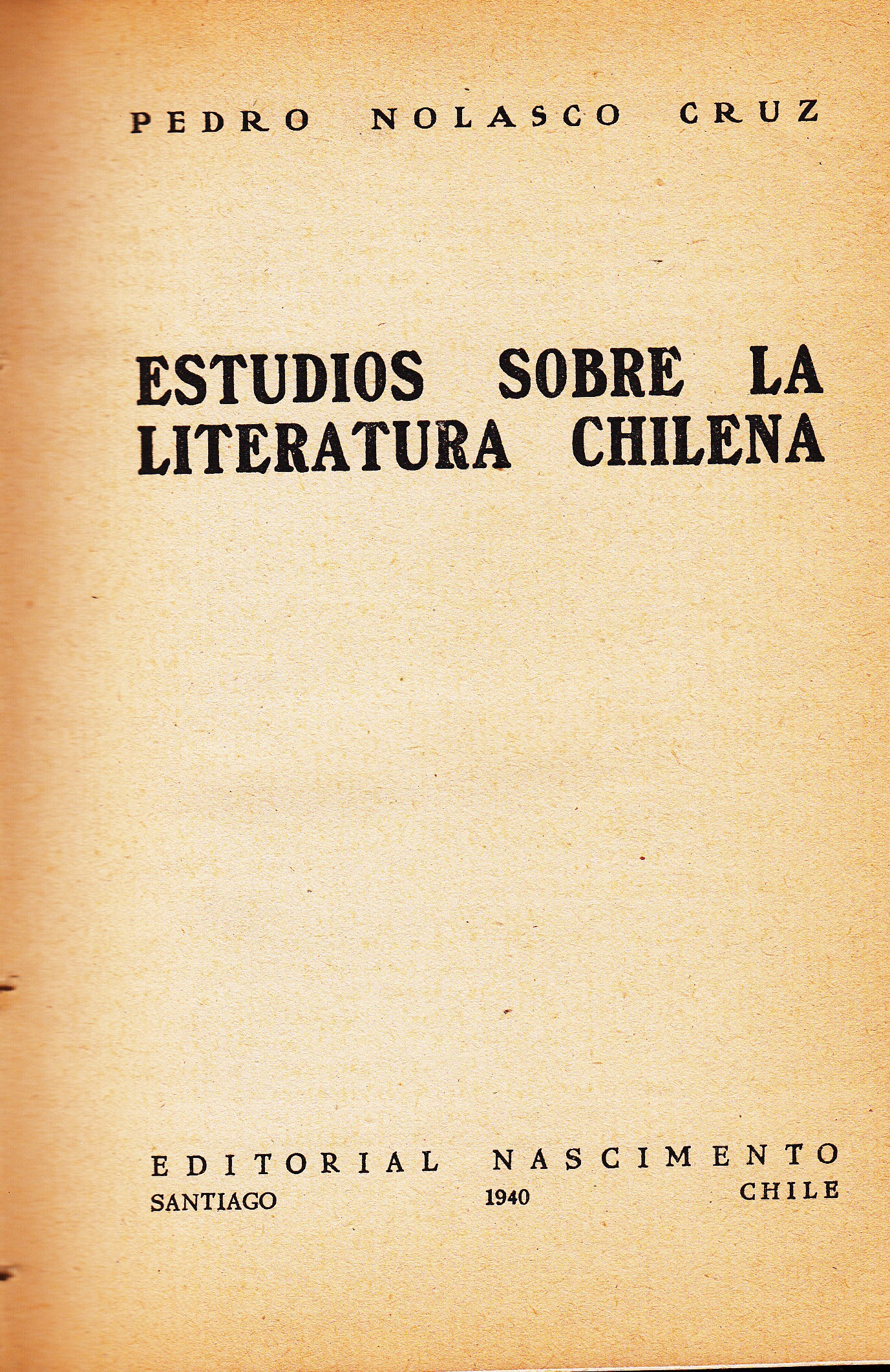
Estudios sobre la Literatura Chilena, 1940.
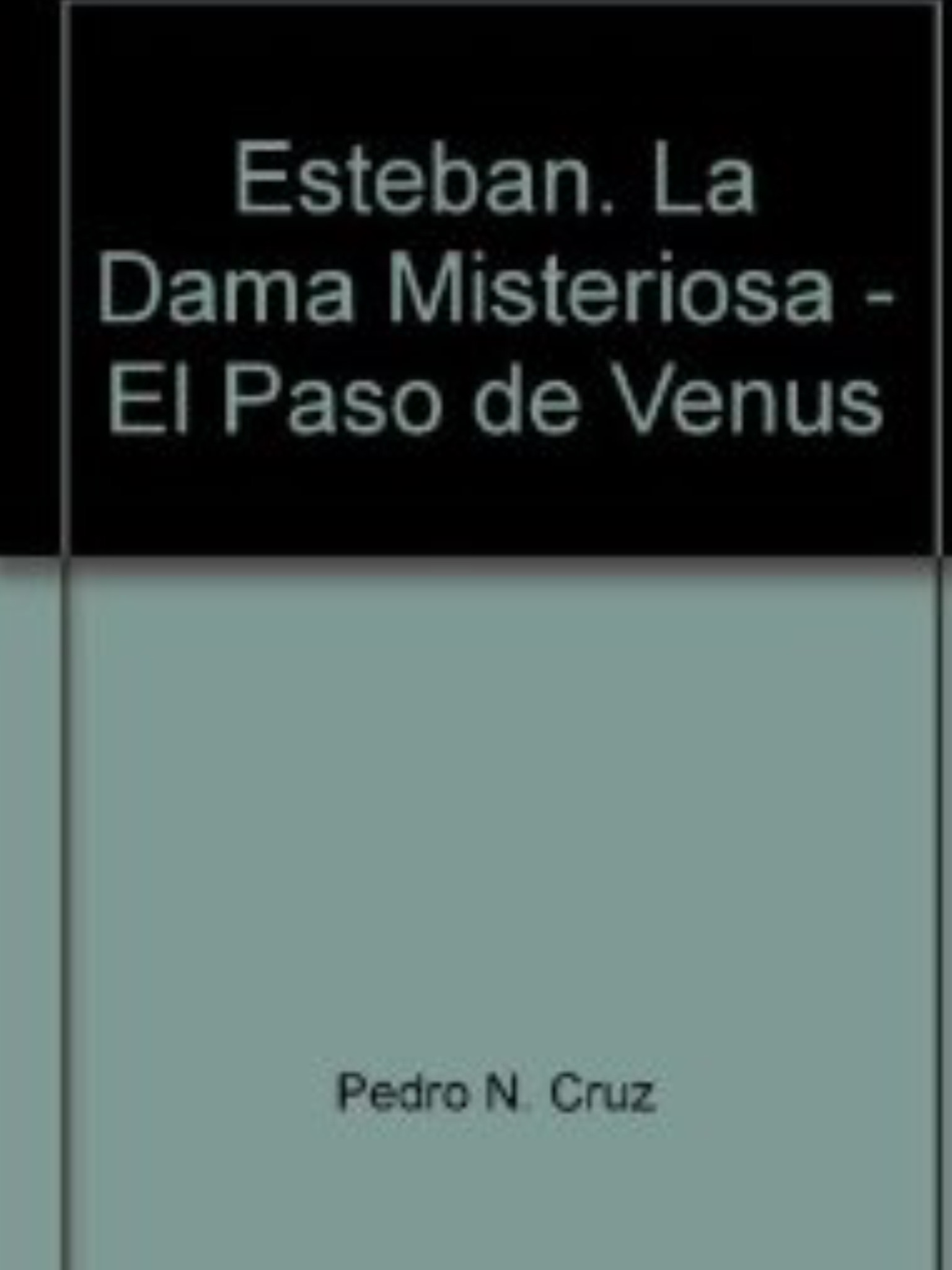
Novelas costumbristas Esteban (1883) Paso de Venus (1884)